# Gasteracantha remifera
Gasteracantha remifera là một loài nhện trong họ Araneidae.
Loài này thuộc chi Gasteracantha. Gasteracantha remifera được Arthur Gardiner Butler miêu tả năm 1873.